# My Enemy
My Enemy är en låt och en singel av den amerikanska heavy metal-gruppen Skid Row.
Låten kommer från albumet Subhuman Race, utgivet 1995 och släpptes som albumets första singel tidigt samma år. Den skrevs av bandmedlemmarna Rob Affuso, Rachel Bolan och Scotti Hill. My Enemy är ett av flera exempel på albumet som visar bandets övergång från deras klassiska hair metal-stil till mer alternativ metal. En remix av låten finns med på samlingsalbumet 40 Seasons: The Best of Skid Row.
En musikvideo har även gjorts till låten. Den visar huvudsakligen bandet i gråskala som spelar sina instrument i ett mörkt rum.

## Låtlista
1. My Enemy (Affuso, Bolan, Hill) - 3:39
2. Ironwill (Affuso, Bolan, Hill, Snake) - 4:40
3. Frozen (demo) (Bolan, Snake) - 5:35

## Banduppsättning
- Sebastian Bach - sång
- Dave "The Snake" Sabo - gitarr
- Scotti Hill - gitarr
- Rachel Bolan - bas
- Rob Affuso - trummor